# Rantoul
Rantoul település az Amerikai Egyesült Államok Illinois államában, Champaign megyében. Lakosainak száma 12 371 fő (2020. április 1.).

## Közlekedés
A települést érinti az Amtrak két távolsági vasúti járata is, az Illini és a Saluki.

## Népesség
A település népességének változása:

| 2010 | 12 941 |
| 2020 | 12 371 |